# آبت سبورتسلاين
آبت سبورتسلاين هي شركة تعديل سيارات أودي والشركات التابعة لمجموعة فولكس فاجن الألمانية وهي سيات وسكودا وفولكس فاجن. تختص الشركة بالتعديلات الرياضية من استخدام اجهزة تعليق رياضية وزيادة القدرة الحصانية للمحرك واستخدام جنوط اخف للعجلات. كما تقوم بعمل تعديلات لزيادة الدينيماكية الهوائية لسيارة وغيرها من التعديلات الرياضية. تضم الشركة 170 موظف في مقرها الرئيسي في كيمتن الذي يدار من قبل الأخوين هانز يورجن أبت (من مواليد 1962 وهو المدير الإداري) وكريستيان أبت. منذ عام 2011 يقوم هانز يورجن ابت برئاسة الشركة.